# Bìm mờ
Bìm mờ (danh pháp: Ipomoea obscura) là một loài thực vật có hoa trong họ Bìm bìm. Loài này được (L.) Ker Gawl. mô tả khoa học đầu tiên năm 1817.

## Hình ảnh

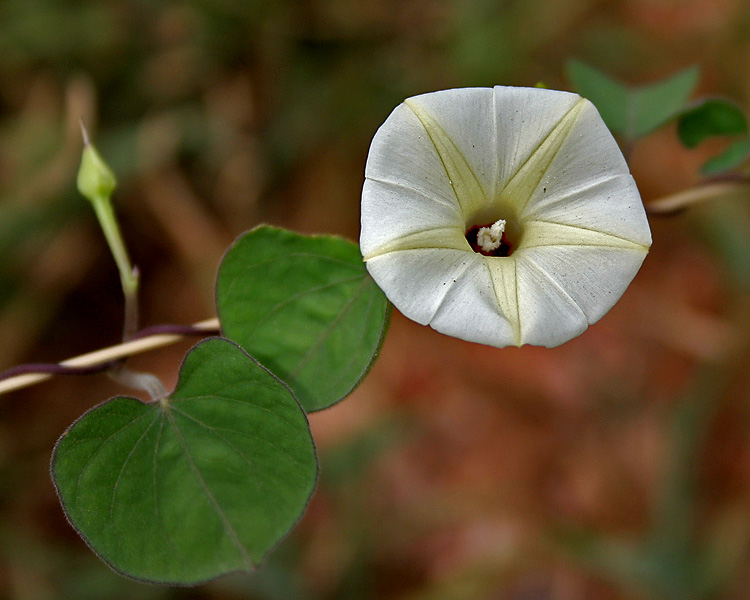
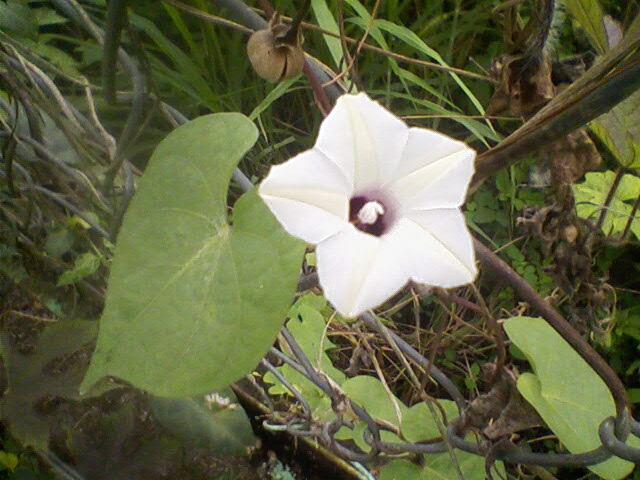
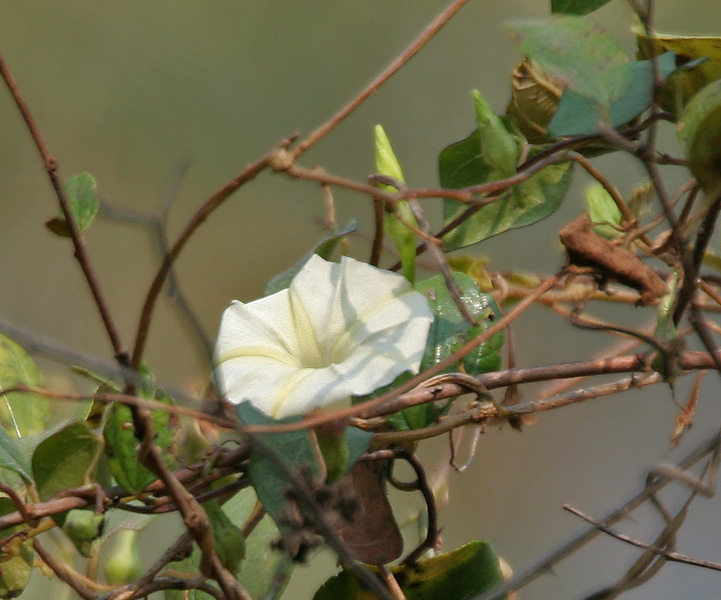
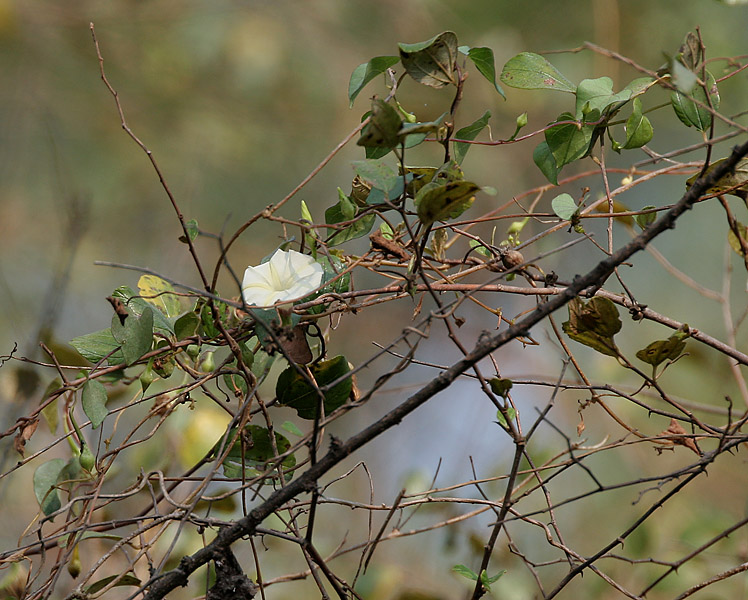